# Dolné Otrokovce
Dolné Otrokovce este o comună slovacă, aflată în districtul Hlohovec din regiunea Trnava. Localitatea se află la altitudinea de 180 m deasupra n.m., se întinde pe o suprafață de 9,305 km2 și în 2017 număra 384 de locuitori. Se învecinează cu comuna Merašice.

## Istoric
Localitatea Dolné Otrokovce este atestată documentar din 1113.

## Demografie
| An:                | 1994 | 2004   | 2014    | 2024   |
| ------------------ | ---- | ------ | ------- | ------ |
| Număr de persoane: | 318  | 342    | 382     | 396    |
| Diferență:         |      | +7,54% | +11,69% | +3,66% |

| An:                | 2023 | 2024   |
| ------------------ | ---- | ------ |
| Număr de persoane: | 395  | 396    |
| Diferență:         |      | +0,25% |